# Dolar Morgana
Dolar Morgana (ang. Morgan Dollar) – amerykańska srebrna moneta obiegowa o nominale jednego dolara amerykańskiego, bita w latach 1878–1904 i 1921. Moneta została zaprojektowana przez Brytyjczyka George’a T. Morgana.
Pierwsza emisja monety miała miejsce w 1878 roku. Bicie dolarów Morgana trwało aż do 1904 roku, kiedy skutki 1890 Sherman Silver Purchase Act (pol. ustawa Shermana o zakupie srebra) doprowadziły do spadku popytu na srebro oraz jego cen. Doprowadziło to do zaprzestania bicia srebrnych monet w amerykańskich mennicach. W 1921 roku doszło do wznowienia emisji na mocy Pittman Act of 1918 (pol. ustawa Pittmana), który nakazywał przetopienie srebrnych monet na rzecz Wielkiej Brytanii i zastąpienie brakujących srebrnych monet nowymi. W 1921 roku dolar Morgana został zastąpiony przez Peace Dollar.
W 2021 roku U.S. Mint wybiła monetę kolekcjonerską mającą upamiętnić 100. rocznicę jego ostatniej emisji w Stanach Zjednoczonych.

## Tło historyczne
W 1861 roku w Stanach Zjednoczonych wybuchła wojna secesyjna. Trudny do przewidzenia rezultat konfliktu sprawił, że pod koniec 1861 roku i na początku 1862 roku społeczność Unii zaczęła gromadzić oszczędności w złocie i srebrze, powodując odpływ monet wykonanych z tych kruszców z rynku. Część z tych pieniędzy zniknęła w ogóle z kraju w niewyjaśnionych okolicznościach. Wraz z końcem wojny monety kruszcowe zaczęły ponownie wracać do obiegu. W latach 70. XIX wieku władze amerykańskie postanowiły zaradzić nadwyżce srebrnej monety na rynku. Rezultatem tego było podpisanie w 1873 roku przez prezydenta Ulyssesa Granta Coinage Act of 1873, który zakończył epokę bimetalizmu na rzecz standardu złota. Ustawa doprowadziła również do pojawienia się problemów wśród klasy robotniczej, która nie mogła spłacić swoich zobowiązań poprzez spieniężenie srebrnego kruszcu. Nowe prawo wprowadziło do życia tzw. dolar handlowy (ang. trade dollar), którego zadaniem było wyprowadzenie nadwyżki srebra za granicę, głównie do Azji. W tym samym roku rozpoczęto wymianę zniszczonego papierowego pieniądza zdawkowego na drobne srebrne monety. Technicznie była to działalność nielegalna, ale cieszyła się popularnością i w 1875 roku Kongres musiał zalegalizować proceder. Wydarzenie to doprowadziło do spadku cen srebra i wzrostu cen złota oraz sporu pomiędzy wydobywającą srebro zachodnią częścią państwa, a preferującą rozliczenia w złocie wschodnią częścią.
W celu załagodzenia sytuacji w państwie Kongres, po wcześniejszym wecie prezydenta Rutherforda Hayesa, przegłosował Bland-Allison Act of 1878. Prawo nakazywało Departamentowi Skarbu comiesięczny skup srebra od górników o wartości od dwóch do czterech milionów dolarów. Nowe prawo spowodowało powrót srebra do obiegu rynkowego.

## Projekt monety

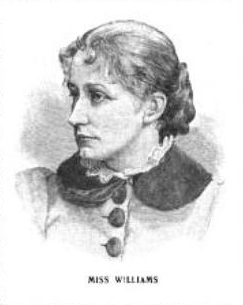
Anna Willess Williams (1892)

Mennica Stanów Zjednoczonych nie przykładała szczególnej uwagi do projektów stempli dolara handlowego, ponieważ nie był on przeznaczony na rynek wewnętrzny. Pełniący od 1873 roku funkcję dyrektora U.S. Mint Henry Linderman poświęcał więcej uwagi drobniejszej monecie. Jednak w 1876 roku poprosił sir Charlesa Fremantle’a, zastępcę mistrza Royal Mint, aby ten polecił utalentowanego brytyjskiego rytownika, który mógłby przybyć do Stanów Zjednoczonych i pomóc w projekcie stempli dla nowych dolarów. Kandydatem Fremantle’a został George Morgan. Jeszcze w tym samym roku Morgan przybył do Stanów Zjednoczonych i podjął konsultacje w sprawie wyglądu monety. Chęć zatrudnienia rytownika wynikała także z faktu, że Linderman nie był zadowolony z dotychczasowej pracy Williama Barbera i jego syna Charlesa. Początkowo Morgan przedłożył Lindermanowi brytyjskie projekty orłów. Amerykanin był jednak zwolennikiem projektów z głową personifikacji wolności. Linderman nie był zwolennikiem wizerunku całej postaci Miss Liberty i poprosił Morgana, aby ten przygotował projekt profilu. W celu pogłębienia wiedzy na temat amerykańskiej symboliki i sztuki Morgan zapisał się do Akademii Sztuk Pięknych. W tym czasie Morgan przekonał filadelfijską nauczycielkę Annę Willess Williams do pozowania w celu sporządzenia projektów stempli. W międzyczasie profile wolności przygotowane przez Morgana wykorzystano już do bicia półdolarówek i przygotowywano się do wykorzystania ich przy bicia złotych monet.

## Emisja i obieg monety

### Początek bicia monety
Pozytywne opinie związane z wprowadzeniem nowego projektu półdolarówek sprawiły, że Linderman poprosił Morgana, aby ten pracował dalej nad nowym wyglądem dolara. Dopuszczono możliwość przeniesienia rozwiązań z półdolarówek na monety jednodolarowe. Projekt stempli został zaakceptowany przez Lindermana 28 lutego 1878 roku, w ten sam dzień, w którym uchwalono Bland-Allison Act of 1878. 11 marca mennica zamontowała stemple i wykonano pierwsze, udane wybicie monety. Pierwsza próbnie wybita moneta została przekazana prezydentowi. Dwie kolejne przekazano Sekretarzowi Departamentu Skarbu i dyrektorowi mennicy. 12 marca wybito 100 monet kolekcjonerskich, a 13 marca wybito już 40 000 monet obiegowych. 18 marca Linderman przedstawił listę zmian, jakie powinno się wprowadzić w stemplach. Najważniejszą z nich było zmniejszenie liczby piór w ogonie orła z ośmiu do siedmiu. Zmiany objęły także dziób i pierś orła.
Po zmianie projektów i wykonaniu kolejnych stempli Linderman poprosił Morgana o wykonanie kolejnych poprawek. Pojawienie się na rynku monet bitych różnymi stemplami sprawiło, że użytkownicy monet zaczęli informować mennicę o prawdopodobnych fałszerstwach. Zmiany zarządzane przez Lindermana przyczyniły się do skarg ze strony oddziałów mennic, które zmuszone były do zmian stempli używanych do bicia rewersów i awersów.
Dolary Morgana cieszyły się dużą popularnością na zachodzie kraju, gdzie srebrnych dolarów używano jeszcze do lat 50. XX wieku. Wschód Stanów Zjednoczonych preferował użycie pieniędzy papierowych.

### 1890 Sherman Silver Purchase Act
W latach 80. XIX wieku problemy ekonomiczne na świecie i w Stanach Zjednoczonych doprowadziły do umocnienia stronnictwa popierającego druk pieniędzy bez pokrycia w kruszcu – Greenback Party. Partia ta opowiadała się za prowadzeniem polityki kontrolowanej inflacji. W 1889 roku środowiska opowiadające się za srebrną monetą wniosły o rządową interwencję w związku ze spadającymi cenami srebra. Członkowie Greenback Party opowiadali się za dodrukiem pieniądza papierowego. Wraz z pogarszającą się sytuacją senator John Sherman (1823–1900) zaproponował ustawę nakazująca Departamentowi Skarbu comiesięczny skup co najmniej 4,5 miliona uncji srebra, a także wybijanie co miesiąc, przynajmniej przez pierwszy rok obowiązywania ustawy, przynajmniej dwóch milionów srebrnych monet. W 1890 roku prezydent Benjamin Harrison podpisał ustawę znaną jako Sherman Silver Purchase Act. Aby dokonywać opłat za skupowane od społeczeństwa srebro, rząd musiał dokonywać dodruku pieniądza papierowego. Ludzie z kolei wykorzystywali banknoty do zakupu złota, aby nabyć za nie srebro, które potem odsprzedawali państwu. Doprowadziło to do sytuacji, w której mennice wstrzymały bicie srebrnych monet. Sytuacja ta zaczęła także nadwerężać państwowe rezerwy złota. W związku z tym, w 1893 roku, prezydent Grover Cleveland zawiesił Sherman Silver Purchase Act. Spadający popyt na srebro i kurczące się rezerwy srebra doprowadziły do wstrzymania bicia srebrnych monet w 1904 roku. Sytuacja ta trwała do 1920 roku .

### Pittman Act of 1918
W związku z problemami gospodarczymi po I wojnie światowej, w 1918 roku, w Stanach Zjednoczonych przyjęto Pittman Act. Ustawa zobowiązała rząd Stanów Zjednoczonych do przetopienia 250 milionów dolarów Morgana na rzecz Wielkiej Brytanii. Jednocześnie prawo nakazywało zastąpienie przetopionych dolarów nowymi. Departament Skarbu w celu wykonania zobowiązań ustawowych mógł wykonać nowe stemple. Postanowiono jednak wznowić emisję dolarów Morgana. Problem stempli powrócił, ponieważ wraz z zaprzestaniem bicia srebrnej monety, mennica nakazała zniszczenie poprzednich stempli. W związku z tym w 1921 roku poproszono Morgana o wykonanie nowych. W maju 1921 roku wznowiono emisję dolarów Morgana, które z czasem zastąpiono nowym dolarem nazwanym Peace Dollar . Yeoman podaje, że ostatecznie przetopiono 270 232 722 sztuk dolarów Morgana.

### Lata 60. XX wieku i tzw. skarb Redfielda
Na początku lat 60. XX wieku cena srebra zaczęła rosnąć. Część z posiadaczy srebrnych certyfikatów dolarowych zorientowała się, że może je wymienić na równowartość w srebrnych monetach. W 1964 roku rząd federalny postanowił zmienić zasady wymiany certyfikatów na srebrny kruszec. Po tym czasie w rezerwach zostało 2,9 miliona monet w Carson City. Zostały one sprzedane w ramach sprzedaży wysyłkowej, aby przynieść władzom federalnym zysk. Ponad 400 000 dolarów Morgana w 400 workach zostało znalezionych w piwnicy domu amerykańskiego finansisty i multimilionera LaVere’a Redfielda po jego śmierci w 1974 roku. Oceniono, że 85% z nich było w stanach nieobiegowych. Odkrycie spowodowało duże zainteresowanie kolekcjonerów. W styczniu 1976 roku całą kolekcję sprzedano na socjalnej aukcji. Całość została zakupiona za 7,3 miliony dolarów przez Steve’a Markoffa z A-Mark Corporation .

### 100. rocznica emisji
W 2021 roku U.S. Mint podała do wiadomości, że w związku z 100. rocznicą ostatniej emisji dolarów Morgana i jednocześnie w związku z 100. rocznicą pierwszej emisji Peace Dollara wyemitowano dwie srebrne monety kolekcjonerskie dla każdego dolara. Dolar Morgana został wyemitowany w pięciu wersjach, aby upamiętnić wszystkie mennice, które biły tę monetę.

## Nakłady
Poniższa tabela przedstawia nakłady dolarów Morgana*:
| Mennica (znak) | Filadelfia (brak znaku)                 | Carson City (CC) | San Francisco (S) | Nowy Orlean (O) | Denver (D) |
| Rok            | Filadelfia (brak znaku)                 | Carson City (CC) | San Francisco (S) | Nowy Orlean (O) | Denver (D) |
| -------------- | --------------------------------------- | ---------------- | ----------------- | --------------- | ---------- |
| 1878           | 10 450 000 (w różnych wersjach stempla) | 2 212 000        | 9 774 000         | –               | –          |
| 1879           | 14 806 000                              | 756 000          | 9 110 000         | 2 887 000       | –          |
| 1880           | 12 600 000                              | 495 000          | 8 900 000         | 5 305 000       | –          |
| 1881           | 9 163 000                               | 296 000          | 12 760 000        | 5 708 000       | –          |
| 1882           | 11 100 000                              | 1 133 000        | 9 250 000         | 6 090 000       | –          |
| 1883           | 12 290 000                              | 1 204 000        | 6 250 000         | 8 725 000       | –          |
| 1884           | 14 070 000                              | 1 136 000        | 3 200 000         | 9 730 000       | –          |
| 1885           | 17 785 000                              | 228 000          | 1 497 000         | 9 185 000       | –          |
| 1886           | 19 963 000                              | –                | 750 000           | 10 710 000      | –          |
| 1887           | 20 290 000                              | –                | 1 771 000         | 11 550 000      | –          |
| 1888           | 19 183 000                              | –                | 657 000           | 12 150 000      | –          |
| 1889           | 21 726 000                              | 350 000          | 700 000           | 11 875 000      | –          |
| 1890           | 16 802 000                              | 2 309 041        | 8 230 373         | 10 701 000      | –          |
| 1891           | 8 693 556                               | 1 618 000        | 5 296 000         | 7 954 529       | –          |
| 1892           | 1 036 000                               | 1 352 000        | 1 200 000         | 2 744 000       | –          |
| 1893           | 378 000                                 | 677 000          | 100 000           | 300 000         | –          |
| 1894           | 110 000                                 | –                | 1 260 000         | 1 723 000       | –          |
| 1895           | 12 000                                  | –                | 400 000           | 450 000         | –          |
| 1896           | 9 976 000                               | –                | 5 000 000         | 4 900 000       | –          |
| 1897           | 2 822 000                               | –                | 5 825 000         | 4 004 000       | –          |
| 1898           | 5 884 000                               | –                | 4 102 000         | 4 440 000       | –          |
| 1899           | 330 000                                 | –                | 2 562 000         | 12 290 000      | –          |
| 1900           | 8 830 000                               | –                | 3 540 000         | 12 590 000      | –          |
| 1901           | 6 962 000                               | –                | 2 284 000         | 13 320 000      | –          |
| 1902           | 7 994 000                               | –                | 1 530 000         | 8 636 000       | –          |
| 1903           | 4 652 000                               | –                | 1 241 000         | 4 450 000       | –          |
| 1904           | 2 788 000                               | –                | 2 304 000         | 3 720 000       | –          |
| 1921           | 44 690 000                              | –                | 21 695 000        | –               | 20 345 000 |
| 2021**         | 175 000                                 | 175 000          | 175 000           | 175 000         | 175 000    |

* Tabela nie uwzględnia emisji kolekcjonerskich.
** Mennica w Filadelfii biła trzy wersje monety: bez znaku mennicy, ze znakiem „CC” w celu uhonorowania mennicy w Carson City, ze znakiem „O” w celu uhonorowania mennicy w Nowym Orleanie.

## Opis monety

### Awers
Awers monety przedstawia profil personifikacji wolności we frygijskim nakryciu głowy z wieńcem z pszenicy i liści bawełny. Ponad głową legendę stanowi motto „E•PLURIBUS•UNUM”. Po lewej i prawej stronie profilu znajduje się łącznie 13 gwiazd. Na dole monety znajduje się rok wybicia.

### Rewers
W centrum pola rewersu wybito orła z rozpostartymi skrzydłami, który w szponach trzyma gałązki oliwne i strzały. Pod orłem znajduje się wieniec laurowy. Nad głową orła, pomiędzy skrzydłami dewiza „In God We Trust” w staroangielskim kroju pisma. Wzdłuż otoku znajduje się legenda „★UNITED STATES OF AMERICA★ONE DOLLAR”.
Litery oznaczające mennicę, w której wybito monety umieszczano pod wieńcem laurowym.

### Opis fizyczny
Szczegóły opisu fizycznego monety:
- Waga: 26,73 g
- Średnica: 38,1 mm
- Kruszec: Ag 900 (90% srebra, 10% miedzi)
- Krawędź: ząbkowana
- Mennica: Filadelfia, Nowy Orlean, Carson City, Denver, San Francisco

### Wizerunki monety

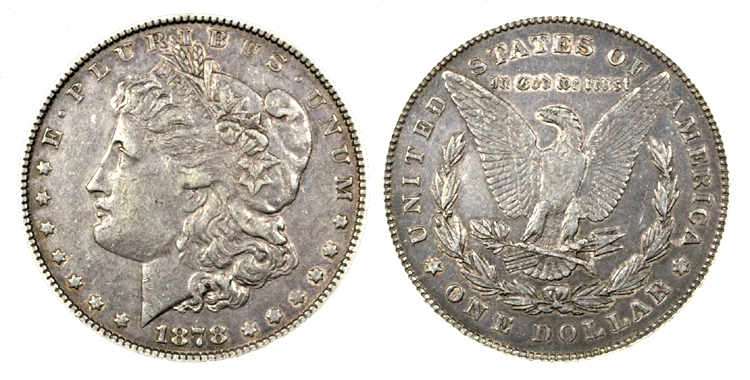
Dolar z 1878 roku
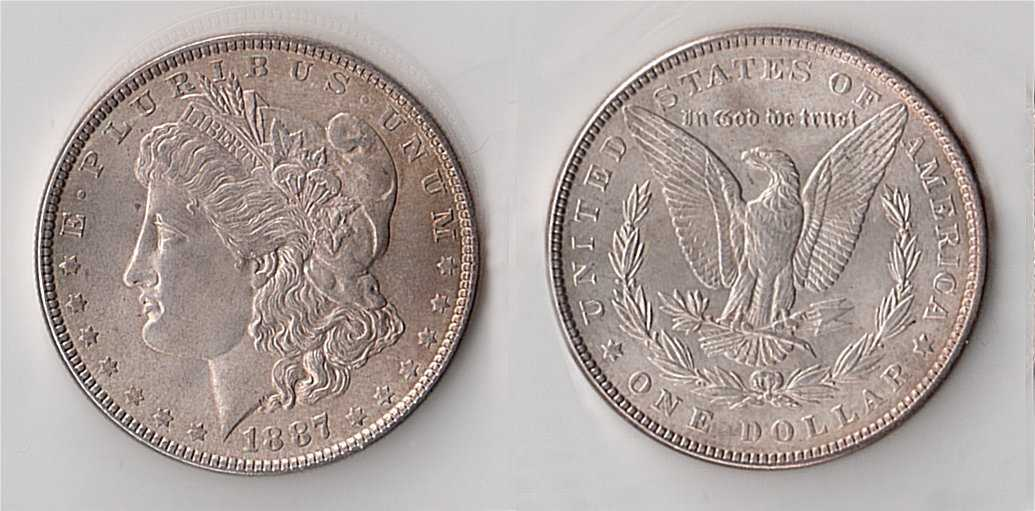
Dolar z 1887 roku
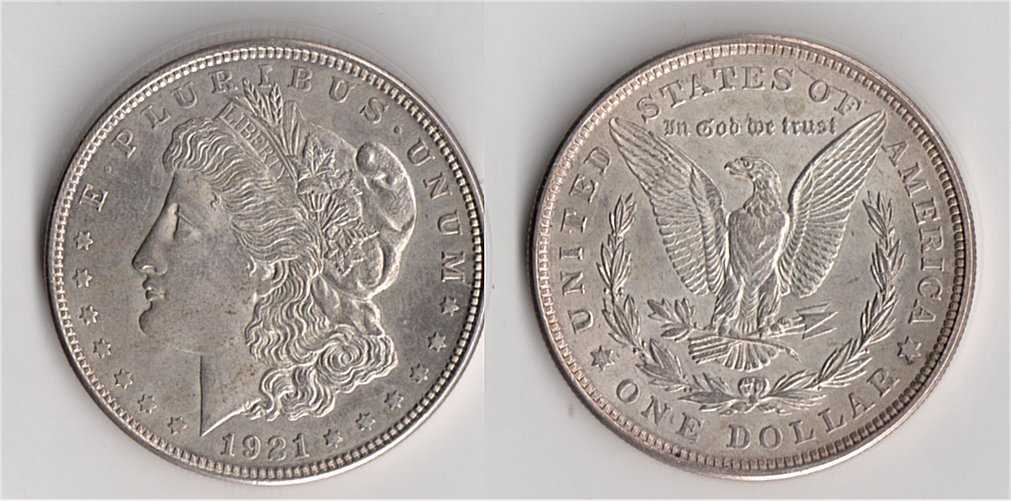
Dolar z 1921 roku
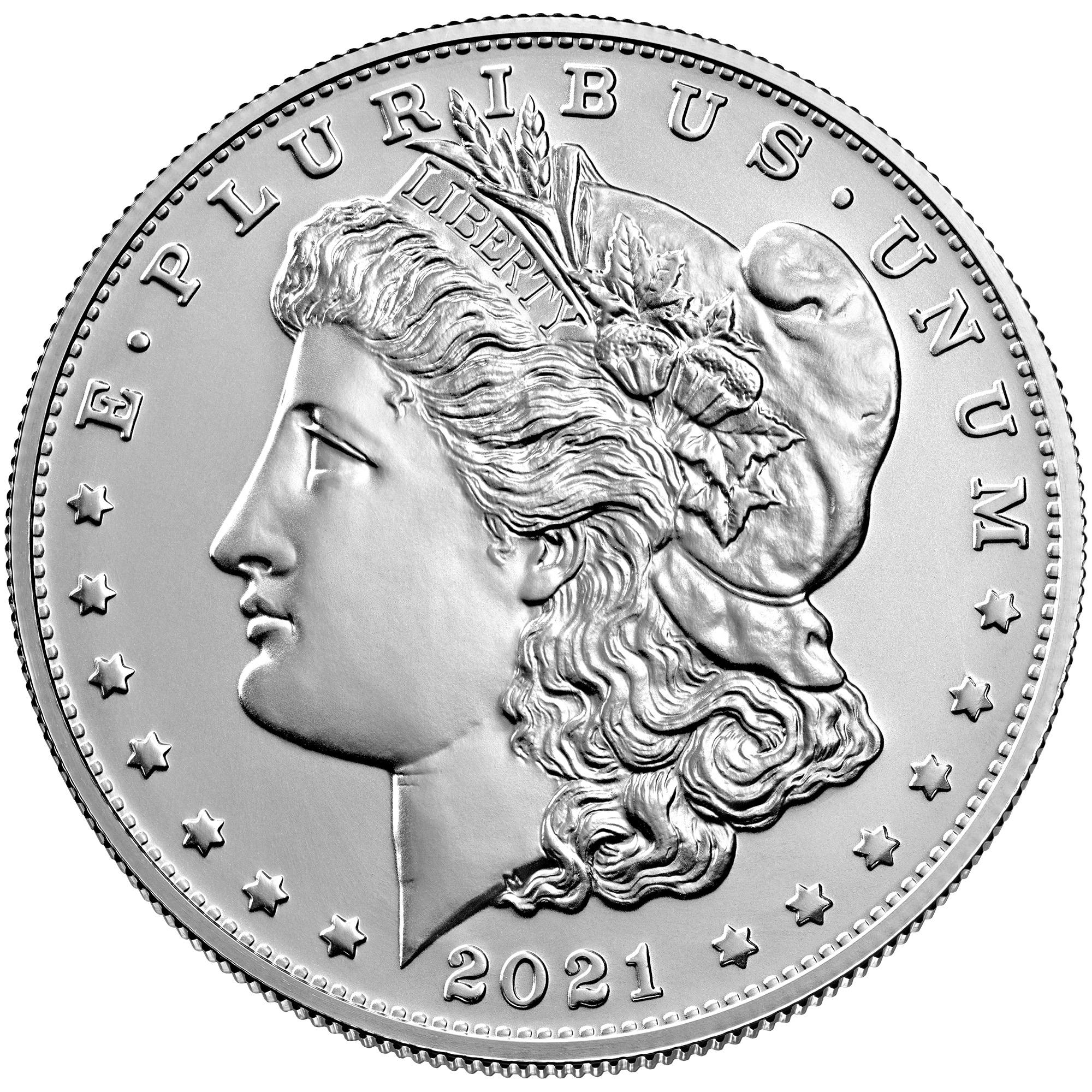
Awers monety kolekcjonerskiej z 2021 roku